# Souffleur (U-Boot, 1926)
Die Souffleur (Kennung: Q116) war ein dieselelektrisches U-Boot der französischen Marine aus den 1920er Jahren. Das U-Boot gehörte der aus insgesamt neun Einheiten bestehenden Requin-Klasse an und wurde als dritte Einheit dieses Typs in Dienst genommen. Der Bau des Bootes – das zweite U-Boot in der Geschichte der französischen Marine, welches den Namen Souffleur trug – erfolgte auf der Werft der Marinebasis Cherbourg, wobei die Kiellegung am 2. Oktober 1922 stattfand. Nach dem Stapellauf am 1. Oktober 1924 erfolgte am 10. August 1926 die Indienstnahme. Im Zweiten Weltkrieg wurde die Souffleur im Jahr 1940 an die Flottenkräfte des neu gegründeten vichy-französischen Staates übergeben und wurde von diesen rund ein Jahr lang eingesetzt. Im Sommer 1941 wurde das U-Boot von einem britischen U-Boot vor der Küste des Libanon versenkt.  

## Technische Aspekte
Das U-Boot war maximal 78,25 Meter lang und 6,80 Meter breit. In aufgetauchtem Zustand lag der Tiefgang bei 5,10 Meter. Die Souffleur war als Doppelhüllenboot ausgelegt und verfügte über einen Treibstoffvorrat von 115 Tonnen Öl. Hiermit erreichte das U-Boot in Überwasserlage eine Seeausdauer von 7.700 Seemeilen (bei 9 Knoten Marschfahrt). Die mögliche Höchstgeschwindigkeit in aufgetauchtem Zustand, hierbei kamen zwei 12-Zylinder-Sulzer-Dieselmaschinen mit jeweils 1.450 PS zum Einsatz, lag bei 15 Knoten (etwa 28 km/h). In getauchtem Zustand wurde der Antrieb von zwei jeweils 900 PS starken Elektromaschinen übernommen, die dem U-Boot eine Höchstfahrt von 9 Knoten ermöglichten. Nur mit den Elektromotoren lag die rechnerische Reichweite bei 115 Seemeilen. Die Testtauchtiefe betrug 60 Meter, die Maximaltauchtiefe lag bei rund 80 Metern. 
Die Bewaffnung bestand aus zehn 55-cm-Torpedorohren, wobei vier Rohre im Bug, zwei im Heck und vier (je zwei zu beiden Rumpfseiten) in ausschwenkbaren Seitenlafetten angeordnet waren. Die vier letztgenannten Rohre konnten während des Einsatzes allerdings nicht nachgeladen werden. An Bord befanden sich 16 Reservetorpedos. Darüber hinaus verfügte die Souffleur über ein 10-cm-Deckgeschütz, welches vor dem Turm aufgestellt war, sowie anfangs über zwei 8-mm-Maschinengewehre in Einzellafetten; diese wurden allerdings im Rahmen der Modernisierung des Bootes 1936/37 durch zwei 13,2-mm-Fla-Maschinengewehre in einer Zwillingslafette ersetzt. 

## Dienstzeit
Nach der Indienststellung und dem Abschluss der Probefahrten wurde die Souffleur zum 3. U-Boot-Geschwader (3e escadrille de sous-marins) abkommandiert und war von Ende 1926 bis Anfang 1932 in Toulon stationiert. Zum Jahreswechsel 1926/27 unternahm die Souffleur eine Besuchs- und Repräsentationsreise nach Polen und lief dort unter anderem den Hafen von Gdynia an. Dieser Besuch fand auch vor dem Hintergrund der engen politischen und militärischen Zusammenarbeit zwischen Polen und Frankreich nach dem Ersten Weltkrieg statt. Im Juli 1928 lag das U-Boot in Rouen und wurde dort vom damaligen französischen Präsidenten Gaston Doumergue besucht. Ende 1932 erfolgte die Verlegung des U-Bootes nach Bizerte zum 6. U-Boot-Geschwader (6e escadrille de sous-marins), wo es bis zum Sommer 1939 verblieb. Unterbrochen wurde diese Detachierung lediglich von einer Werftliegezeit bei der Penhoët-Werft in Saint-Nazaire zum Jahreswechsel 1936/37, wo die Souffleur einer Generalüberholung und Modernisierung unterzogen wurde. 
Nach dem Ausbruch des Zweiten Weltkrieges im September 1939 wurde das U-Boot der neu aufgestellten 9. U-Boot-Division (9ème division de sous-marin), die ebenfalls in Bizerte stationiert war, zugeteilt. Bis Sommer 1940 unternahm die Souffleur einerseits Patrouillenfahrten zwischen Bizerte und den Häfen von Port Said und Beirut im östlichen Mittelmeer, andererseits aber auch nach dem Atlantik. Hierbei wurden im November 1939 Casablanca sowie die Kanarischen Inseln angelaufen. Zu Gefechtsberührungen mit gegnerischen Schiffen kam es dabei allerdings nicht. Im März 1940 kam mit Lieutenant de Vaisseau Benoit LeJay ein neuer Kommandant an Bord, er war der letzte befehlshabende Offizier des U-Bootes. 

Nach der französischen Niederlage im Frühsommer 1940 und dem hieraus resultierenden Waffenstillstand von Ende Juni, verblieb die Souffleur weiterhin in Bizerte. Im Juli 1940 wurde das U-Boot in die Flottenkräfte des neu gegründeten Vichy-Regimes integriert. Im Kontext des britisch-freifranzösischen Angriffs auf die noch vom Vichy-Regime kontrollierten  Mandatsgebiete in Syrien und im Libanon im Sommer 1941 (siehe hierzu Operation Exporter), verlegte die Souffleur, gemeinsam mit den Schwesterbooten Caïman und Morse, im Juni 1941 vor die Küste des Libanon, um dort die britischen Blockadekräfte zu attackieren. 

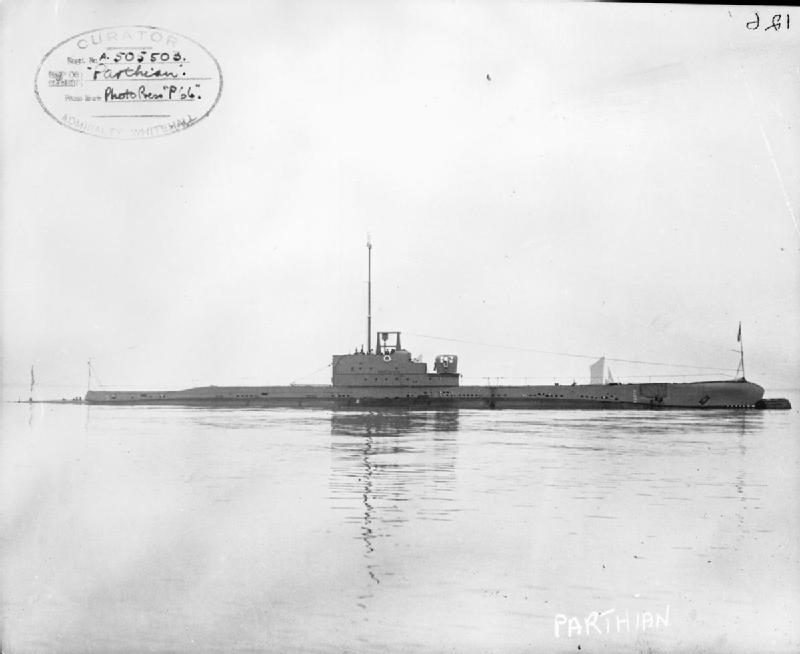
Das britische U-Boot Parthian, welches für die Versenkung der Souffleur verantwortlich zeichnete.

## Untergang
Am Vormittag des 25. Juni 1941 sichtete das britische U-Boot Parthian (unter dem Kommando von Lieutenant Commander Michael G. Rimington) die mit nur etwa sieben Knoten an der Oberfläche laufende Souffleur – das Boot lud zu diesem Zeitpunkt die Batterien der Elektromaschinen auf – in der Bucht von Jounieh, etwa auf halbem Weg zwischen Damur und Beirut. Da Lieutenant Commander Rimington befürchtete, dass bei einem Unterwasserangriff das die Oberfläche durchschneidende Periskop der Parthian bei der vorliegenden glatten See die Annäherung verraten könnte, entschloss er sich zum Überwasserangriff. Um kurz vor 10:00 Uhr feuerte das in Überwasserlage anlaufende britische U-Boot einen Fächer von vier (oder drei?) Torpedos auf das gegnerische U-Boot ab. Einer dieser Torpedos traf die Souffleur nur zwei Minuten später hinter dem Turm, das U-Boot brach durch die Explosion auseinander und sank innerhalb kürzester Zeit. 
Beim Untergang starben 53 Besatzungsangehörige, darunter auch Kommandant LeJay. Vier Crewmitglieder, die sich zum Zeitpunkt des Angriffs auf dem Turm befunden hatten, wurden durch die Explosion ins Meer geschleudert und konnten später schwimmend die nahe Küste in etwa zweieinhalb Seemeilen Entfernung erreichen. Der Untergangsort der Souffleur liegt etwa auf Position 33° 49′ N, 35° 26′ O.
Weswegen das britische Turmpersonal das vichy-französische U-Boot ausmachen konnte, umgekehrt jedoch die Turmcrew des Vichy-Bootes das deutlich größere britische U-Boot nicht bemerkte, ist nicht ganz sicher zu eruieren. Zum Angriffszeitpunkt herrschte klare Sicht und glatte See. Möglich wäre, dass die vichy-französische Besatzung die Parthian wegen der noch tief stehenden Sonne und den durch diese verursachten Spiegelungen auf der Wasseroberfläche nicht hatte bemerken können. (Auch die anlaufenden Torpedos waren erst im letzten Moment entdeckt worden, als ein Ausweichen nicht mehr möglich war, was diese These möglicherweise stützen könnte.)

## Das Wrack
Das in rund 37 Metern Tiefe liegende Wrack der Souffleur wurde in den 1970er Jahren erstmals genauer untersucht und darf aktuell betaucht werden. Vor dem Hintergrund jedoch, dass sich im Wrack noch erhebliche Munitionsbestände befinden und dass es sich um ein Kriegsgrab handelt, sollte bei Tauchgängen von einem Vordringen in das Innere des geborstenen Rumpfes abgesehen werden.